# Xã Jackson, Quận Bartholomew, Indiana
Xã Jackson (tiếng Anh: Jackson Township) là một xã thuộc quận Bartholomew, tiểu bang Indiana, Hoa Kỳ. Năm 2010, dân số của xã này là 949 người.